# Hans Jensen Svaning
Hans Jensen Svaning, född den 28 maj 1600 och död den 27 september 1676, var dansk präst och historiker, författare till Chronologia Danica (1650). Han var kusin till ärkebiskop Hans Svane, liksom denne dotterson till historikern Hans Svaning. För att särskiljas från denne kallas han "den yngre Svaning", trots att han själv, liksom sin ovannämnde kusin, skrev sig "Svane".